# Rhamphomyia aprilis
Rhamphomyia aprilis är en tvåvingeart som beskrevs av White 1916. Rhamphomyia aprilis ingår i släktet Rhamphomyia och familjen dansflugor. Inga underarter finns listade i Catalogue of Life.